# Grades de la Sturmabteilung
Liste des Grades de la Sturmabteilung (SA) qui étaient en usage de 1942 à 1945 par rapport à la Wehrmacht Heer allemande.

## Grades et correspondance
(mai 2023).
| Grade                                                                                            | Insigne de grade                                                                                 | Insigne de grade                                                                                 | Désignation (traduction)                                                                         | Équivalent dans la Wehrmacht/ Heer (traduction)                                                          | Équivalent dans la Wehrmacht/ Heer (traduction)                                                          |  |
| Grade                                                                                            | Patte de col                                                                                     | Patte d'épaule                                                                                   | Désignation (traduction)                                                                         | Équivalent dans la Wehrmacht/ Heer (traduction)                                                          | Équivalent dans la Wehrmacht/ Heer (traduction)                                                          |  |
| OF-10                                                                                            |                                                                                                  |                                                                                                  | Oberster SA-Führer (Chef Suprême de la SA)                                                       | Generalfeldmarschall                                                                                     | |  |
| OF-9                                                                                             |                                                                                                  |                                                                                                  | Stabschef (Chef de la SA)                                                                        | Generaloberst (Colonel general)                                                                          | |  |
| OF-8                                                                                             |                                                                                                  |                                                                                                  | SA-Obergruppenführer (SA-Senior group leader)                                                    | General der Waffengattung (General of the branch)                                                        | |  |
| OF-7                                                                                             |                                                                                                  | SA-Gruppenführer (SA-Group leader)                                                               | Generalleutnant (Lieutenant general)                                                             | | |  |
| OF-6                                                                                             |                                                                                                  | SA-Brigadeführer (SA-Brigadier leader)                                                           | Generalmajor (Major general)                                                                     | | |  |
|                                                                                                  |                                                                                                  |                                                                                                  |                                                                                                  | | |  |
| OF-5                                                                                             |                                                                                                  |                                                                                                  | SA-Oberführer (SA-Senior leader)                                                                 | Pas d'équivalent.                                                                                        | Pas d'équivalent.                                                                                        |  |
| OF-5                                                                                             |                                                                                                  |                                                                                                  | SA-Standartenführer (SA-Standard leader (regiment sized unit))                                   | Oberst (Colonel)                                                                                         | |  |
| OF-4                                                                                             |                                                                                                  | SA-Obersturmbannführer (SA-Senior storm unit leader (battalion sized unit))                      | Oberstleutnant (Lieutenant-colonel)                                                              | | |  |
| OF-3                                                                                             |                                                                                                  | SA-Sturmbannführer (SA-Storm unit leader)                                                        | Major (Major)                                                                                    | | |  |
| OF-2                                                                                             |                                                                                                  |                                                                                                  | SA-Hauptsturmführer (SA-Chief storm leader (company sized sub unit))                             | Hauptmann/Rittmeister (Captain (OF-2))                                                                   | |  |
| OF-1a                                                                                            |                                                                                                  | SA-Obersturmführer (SA-Senior storm leader)                                                      | Oberleutnant (First lieutenant)                                                                  | | |  |
| OF-1b                                                                                            |                                                                                                  | SA-Sturmführer (SA-Storm leader)                                                                 | Leutnant (Second lieutenant)                                                                     | | |  |
|                                                                                                  |                                                                                                  |                                                                                                  |                                                                                                  | | |  |
| OR-8                                                                                             |                                                                                                  |                                                                                                  | SA-Haupttruppführer (SA-Chief troop leader (platoon sized unit))                                 | Stabsfeldwebel                                                                                           | |  |
| OR-7                                                                                             |                                                                                                  | SA-Obertruppführer (SA-Senior troop leader (platoon sized unit))                                 | Oberfeldwebel (Oberfähnrich OA/ Offiziersanwärter)                                               | | |  |
| OR-6                                                                                             |                                                                                                  | SA-Truppführer (SA-Troop leader (platoon sized unit))                                            | Feldwebel (Fähnrich OA/ Offiziersanwärter)                                                       | | |  |
| OR-5                                                                                             |                                                                                                  | SA-Oberscharführer (SA-Senior squad leader)                                                      | Unterfeldwebel                                                                                   | | |  |
| OR-4                                                                                             |                                                                                                  | SA-Scharführer (SA-Squad leader))                                                                | Unteroffizier (Fahnenjunker / Offiziersanwärter)                                                 | | |  |
|                                                                                                  |                                                                                                  |                                                                                                  |                                                                                                  | | |  |
| OR-3                                                                                             | Pas d'équivalent                                                                                 | Pas d'équivalent                                                                                 | Pas d'équivalent                                                                                 | Stabsgefreiter (OR-3)                                                                                    | |  |
| OR-3                                                                                             |                                                                                                  |                                                                                                  | SA-Rottenführer (SA-Team leader (Fire team sized unit))                                          | Obergefreiter                                                                                            | |  |
| OR-2                                                                                             |                                                                                                  | SA-Sturmmann (SA-Storm man/Storm trooper)                                                        | Gefreiter                                                                                        | | |  |
| OR-1                                                                                             | Pas d'équivalent                                                                                 | Pas d'équivalent                                                                                 | Pas d'équivalent                                                                                 | Ober… par exemple: Oberschütze, Obergrenadier, Oberfunker, Oberkanonier… etc.                            | |  |
| OR-1                                                                                             |                                                                                                  |                                                                                                  | SA-Mann (SA-Man/SA-Trooper)                                                                      | Soldat, Schütze, Grenadier, Funker, Kanonier… etc.                                                       | |  |
| Volontaire (SA-Anwärter (en: SA-Aspirant/Candidate)) pour un service dans la Sturmabteilung (SA) | Volontaire (SA-Anwärter (en: SA-Aspirant/Candidate)) pour un service dans la Sturmabteilung (SA) | Volontaire (SA-Anwärter (en: SA-Aspirant/Candidate)) pour un service dans la Sturmabteilung (SA) | Volontaire (SA-Anwärter (en: SA-Aspirant/Candidate)) pour un service dans la Sturmabteilung (SA) | Conscrit ou bénévole militaire qui s'enrôle et peut devenir un Sous-officier ou Officier de la Wehrmacht | Conscrit ou bénévole militaire qui s'enrôle et peut devenir un Sous-officier ou Officier de la Wehrmacht |  |

Remarques
L'insigne de col droit indique le numéro et le type d'unité (ascendant jusqu'à “Obersturmbannführer” (OF4) dans la SA et la SS, et “Oberstaffelführer” (OF4) dans la NSMC) : L'insigne de col gauche indique l'insigne de grade (ascendant jusqu'à “Standartenführer” (OF5) des deux côtés).